# 黒川敦彦
黒川 敦彦（くろかわ あつひこ、1978年〈昭和53年〉9月6日 - ）は、日本の実業家、政治活動家。政治団体つばさの党代表、市民団体今治加計獣医学部問題を考える会共同代表。元政治家女子48党幹事長。反ワクチン活動家。

## 経歴・人物

### 生い立ち
愛媛県今治市に生まれる。愛媛県立今治西高等学校、大阪大学工学部卒業。新卒で国立研究開発法人新エネルギー・産業技術総合開発機構（NEDO）に研究員として勤める一方で、2001年4月、学生時代から関わりのあった大阪大学ベンチャー・ビジネス・ラボラトリー（VBL、現：大阪大学産学共創本部）の研究員にも就任し、2004年3月まで在籍した。また同時期、大阪TLOのコーディネーターを兼任した。
2003年、独立し会社を立ち上げる。同年4月、大阪大学フロンティア研究機構アシスタント・プログラム・フィクサーに就任し、同年9月まで務めた。その後、いくつかの会社設立、運営に関与。
2008年のリーマン・ショックをきっかけに「今の金融業界に未来はない」と考え政治活動を開始。
2011年春、今治市に帰郷し、農業と地域振興事業に携わった。
2016年より、安保関連法制廃止を掲げる候補者を応援する市民団体「でんわ勝手連」に参加し事務局長を務めた。
同年4月の衆議院北海道5区の補欠選挙に立候補した池田真紀を応援するためのイベントを立ち上げ、Facebookで参加者を募った。そこに政治活動家の外山麻貴が参加。選挙後、東京で開かれたお疲れ様会で黒川と外山は初めて出会った。それぞれ配偶者がいたが、やがて男女の仲となった。
2017年2月5日に行われた今治市議会議員選挙に妻の黒川美樹が無所属で立候補し、初当選した。
同年5月、市民団体「今治加計獣医学部問題を考える会」を結成し共同代表に就任。同団体での活動はマスメディアでも取り上げられ、同年8月には民進党の「加計学園疑惑調査チーム」の会合で講師を務めた。
同年10月、第48回衆議院議員総選挙に安倍晋三内閣総理大臣と同じ選挙区である山口県第4区から無所属で立候補し、自由党共同代表（当時）の山本太郎参議院議員が応援弁士として駆けつけるも安倍に大差で敗れ落選した。
2018年6月、今治市議会議員の黒川美樹と正式に離婚した。3人いる息子の親権は美樹が取得した。時期は不明だが、現妻である外山麻貴にも離婚歴があり、黒川とは互いに再婚である。

### 「オリーブの木」を結成
2019年5月20日、小林興起、天木直人、千葉県議会議員の西尾憲一らとともに政治団体「オリーブの木」を結成。
同年6月、都内在住の会社経営者は知り合いの医師から「日本を変える奴です。一度会ってくれませんか」と頼まれ、黒川と小林に会った。面会した翌日、二人は会社経営者のもとを訪れ、「参院選に10人の候補者を立てたい。ついては一人あたま1000万円の選挙資金が必要になるので1億円を貸してほしい」と頼んだ。会社経営者は「黒川は小僧だが、小林さんは著名な元議員。1人くらいは受かるだろう」と思い、黒川の指示で「オリーブの木」の口座に1億円を振り込んだ。政治資金収支報告書には、6月28日に黒川が「オリーブの木」に1億円を貸し付けた旨の記載がなされている。
その直後の7月2日に小林が代表を辞任。黒川が後任の代表に就任した。7月4日、第25回参議院議員通常選挙が公示され、オリーブの木からは計10人が立候補した。黒川は参議院比例区より立候補。政見放送で「世界の政治と経済はロスチャイルド、モルガン、ロックフェラーなどの金融財閥に支配されている」と語った。7月21日の投開票の結果、落選（12,246票-党内1/4位）した。候補者全員落選を受け、会社経営者は黒川に連絡し、返済計画や貸付金の使途を確認した。黒川は、完済まで200年以上かかるのを前提に毎月3万円ずつ支払うという計画を提示。会社経営者から正式に返済を要求されると、それきり連絡を絶った。
同年7月から10月にかけて、小林、天木、若林亜紀が離党した。
同年8月15日、オリーブの木代表として靖国神社を公式参拝した。この行為に党幹事長の西尾憲一が反発。半年後に西尾が離党するきっかけとなった。
同年12月1日に行われた朝霞市議会議員選挙に、黒川と事実婚関係にある外山麻貴が「オリーブの木」公認で立候補し、初当選した。
同年12月18日、記者会見を開き、翌年7月の東京都知事選挙へ「オリーブの木」公認で立候補する意向を表明した。
2020年2月、西尾憲一が離党。「オリーブの木」は事実上、黒川派の政治団体となった。同年5月12日、黒川は都知事選立候補の取りやめを表明した。
同年8月、会社経営者は、黒川を相手取り貸金返還請求訴訟を提起。被告となった黒川は「オリーブの木から国会議員が誕生するまで、返済は猶予される約束だった」などと反論した。提訴から半年後の2021年2月、黒川に1億円の返済を命じる判決が下された。黒川は控訴せず、判決は確定した。

### NHK党に接近
2021年1月1日、「オリーブの木」は党名を「つばさの党」に変更。同7月、国政政党「NHKと裁判してる党弁護士法72条違反で」の選挙対策本部長に就任した。
同年10月31日に行われた第49回衆議院議員総選挙にNHK党の公認で比例北関東ブロックより比例単独で立候補し、落選した。
2022年1月25日、NHK党の幹事長に就任した。
同年2月20日に行われた町田市長選挙につばさの党公認で立候補し、落選した。
同年6月26日、与野党9党の幹部はNHK『日曜討論』に出演。参議院選挙に向けて争点の一つとなっている憲法改正について意見を交わした。黒川はNHK党幹事長として出席し、司会者の制止を振り切りながら、防衛についての質問でガーシーによる綾野剛の件について話したり、憲法改正の質問で安倍晋三と統一教会、CIAとの関係を風刺する歌を披露した。
同年7月10日に行われた参議院議員選挙の比例区にNHK党は黒川を含め計9人の候補者を立て、ガーシー（東谷義和）が初当選した。黒川は3番目の得票数（22,595票）により落選した。
2023年1月13日、黒川はNHK党の定例記者会見で、4月23日投開票の衆議院山口4区補選にNHK党公認で立候補する意向を示し、自作の歌「安倍家は祖父の代からCIA」を歌うべきかどうかはその場の判断で決めたいと述べた。

### NHK党と決裂
2023年1月11日、警視庁は暴力行為等処罰法違反（常習的脅迫）や名誉毀損容疑などでガーシー（東谷義和）の関係先を家宅捜索した。1月20日、NHK党党首の立花孝志は定例記者会見で、ガーシーが参議院議員としての資格を失った場合は、次点の山本太郎（れいわ新選組代表の山本太郎とは同姓同名同年齢の別人）ではなく、幹事長の黒川が繰り上げ当選になる可能性が高いと話した。
同年2月17日、立花は記者会見で、山本・黒川の両者に辞退させ、4位の齊藤健一郎を繰り上げ当選させる意向を示した。2月28日、NHK党は黒川を山口4区補欠選挙に擁立すると正式に発表した。同年3月8日、立花は党名を「政治家女子48党」に変更すると発表した。
同年3月15日、ガーシーの参議院議員除名が決定し、繰り上げ当選による補充が行われる見通しになった。NHK党は2月の手続きにおいて、東谷に次ぐ得票数2位の山本太郎と3位の黒川を離党させ比例名簿から削除していたため（比例名簿からの削除は離党、除名、その他のいずれかの理由によってなされる）、3月23日に4位の齊藤の繰り上げ当選が決定した。
同年3月26日、政治家女子48党党首の大津綾香と同幹事長の黒川は同党のYouTubeチャンネルに出演し、「つばさの党主催で政治資金パーティーを開催する」と発表した。政治資金パーティーに否定的な立花が黒川を批判するなど対立が深まる中、翌3月27日に両者は話し合いの場を持つが、立花はその場で黒川の幹事長退任を宣言した。
同年3月29日、政治家女子48党は山口4区補選の候補者を黒川から会社役員の新人女性に差し替えると発表した。4月7日、立花は、政治家女子48党党首の大津についても解任したと発表し、新たな代表者に齊藤健一郎参議院議員が就任し、自身は代表権を持たない党首に復帰したと発表した。黒川と大津は、立花側の発表した人事は無効と主張した。
同年8月15日、大津は8月14日付で黒川を幹事長から解任したと発表した。8月15日、黒川はYouTube上に大津とのやり取りを公開し、「CIAをぶっ壊す」を持論とする黒川に対し大津が「弱小政党として、できないことを言わないほうがいい」と述べたことや、街宣活動を巡っても両者で対立があったことを明かした。
同年11月4日、朝霞市の「彩夏祭」で花火大会が開かれた際、外山麻貴らは雑踏の中で、1か月後の朝霞市議会議員選挙に向けた街頭演説を行った。外山と同じ会派「あさか未来」に所属する田原亮が危険なのでやめるよう注意したところ、黒川と外山はこれに反発。田原の自宅に夜間に押しかけ、その様子をインターネットへライブ配信しながら、応対した田原の家族を問い詰め、おびえさせた。
創価学会から集団ストーカーされていると主張する政治活動家の杉田勇人に黒川は興味を抱き、杉田と活動を共にするようになる。杉田はつばさの党の組織運動本部長に就任。
同年12月頃から、黒川らは、HOYA創業家出身の山中裕の母親が所有する練馬区東大泉の地上3階地下1階の一軒家に出入りするようになった。そしてつばさの党関係者が2024年1月頃から共同生活を始めた。党のメンバーはここをアジトと呼んだ。
2024年1月、黒川と山中は合同会社「投資ブラザーズ」を立ち上げ、共に代表社員に就任した。

### 公職選挙法違反容疑で逮捕
2024年4月16日に衆議院東京15区補欠選挙が公示されると、同選挙に立候補した根本良輔らとともに同日から複数の候補者の選挙妨害を始めた。補選期間中の4月25日、同年7月実施予定の東京都知事選挙へ立候補する意向を表明した。
同年5月17日午前、黒川、根本、杉田は公職選挙法の自由妨害容疑で警視庁に逮捕された。5月19日、つばさの党のスタッフや支援者、外山麻貴らは東京都庁の前で抗議活動を行った。外山は取材に対し「不当逮捕だ」と訴えた。また同日、黒川と同居する朝霞市のマンション前で週刊誌記者の取材に応じ「逮捕ごときでビビるタマではない。逮捕が怖くて権力者を批判する政治活動はやれません」と黒川を支える意思を示した。
同年5月29日、神戸学院大学教授の上脇博之は、つばさの党と、黒川、会計責任者、事務担当者ら3人に対する政治資金規正法違反容疑での告発状を東京地方検察庁に郵送したと明らかにした。告発状によると、つばさの党は政党に該当しないのにもかかわらず、2022年1月から12月にかけて、黒川個人に計420万円を寄付したとしている。同日、黒川を相手取った1億円の貸金返還請求訴訟をめぐり、貸主が勝訴しながらも黒川の住居近くの金融機関には残高約1000円の口座しかなく、そのため差押えができず黒川が事実上借金1億円を未返済のままになっていることが報道により明らかとなった。
同年6月7日、別の陣営に対する選挙自由妨害の容疑で根本、杉田と共に再逮捕された。同日、東京地検は1回目の逮捕容疑について3人を公職選挙法違反の罪で起訴した。つばさの党の広報担当でもある外山は、黒川の一連の行動について、NHK党元党首の立花孝志から学んだユーチューブを使った炎上商法とした。立花自身はメディアの取材に、活動を見てもらうためには世間受けしそうなことをやるのが大事と教えた、黒川は自分らの戦略をまねているものだが正義がないと語っている。
同月13日、外山が都庁で記者会見し、黒川が同月20日告示の東京都知事選挙に「獄中立候補」するとの声明文を読み上げた。18日、東京地方裁判所は黒川、根本、杉田の3人の勾留期限を同月28日まで延長する決定をした。勾留期限の28日、警視庁は、黒川ら3人が日本維新の会の金澤結衣に対して演説を妨害した疑いがあるとして、3度目の逮捕を行った。同日、東京地検は3人を追起訴した。7月7日に東京都知事選挙の開票が行われ、56人中23位（1,833票、得票率0.03%）で落選した。7月19日、東京地検は参政党と立憲民主党の陣営に対する選挙カー追尾などの罪で3人を追起訴した。
同年11月6日、黒川と根本は、保釈を認めず不当な長期勾留を続けるのは人質司法で憲法違反だとして、国に計2200万円の賠償を求め、東京地裁に提訴した。
同月20日、東京地裁で4月の衆院東京15区補欠選挙を巡る選挙妨害事件の初公判が行われ、黒川らは起訴事実を否認して無罪を主張した。12月17日、東京地裁は黒川ら3人について保釈を認める決定を出した。保釈保証金はいずれも1千万円。東京地検は同日、決定を不服として抗告を申し立てた。東京高等裁判所は検察側の抗告を棄却し、黒川らは保釈された。保釈条件で根本、杉田との接見禁止がついているため、今後の3人での街宣活動では、時間帯を分け混ざらないように順を分けて行うとした。
2025年1月23日、「政治団体Q」を立ち上げ、2月2日投開票の東京都千代田区長選挙に出馬すると表明。選挙の結果、候補者5人中、5番目の得票数（63票、得票率0.31%）で落選した。同月16日の埼玉県朝霞市長選挙にも政治団体Qから立候補し、候補者4人中、4番目の得票数（269票、得票率0.62%）で落選した。同月27日、千葉県知事選挙に政治団体Qから立候補した。投開票の結果、現職の熊谷俊人に敗れ、候補者4人中4番目の得票数（10,948票、得票率0.66%）で落選した。

## 騒動
- 2017年10月17日夜、山口県下関市の公民館にて、安倍昭恵総理夫人の個人演説会が開かれた。その公民館前に立候補していた黒川が現れ、森友・加計学園問題を追及する演説を行った。黒川は会場入り口に選挙カーを止め、「安倍首相のお友達を優遇する政治が許せない！」と述べた。安倍陣営の演説者の話が聞こえないくらいだったとされる[106]。他にも演説会場周辺を選挙カーで回るなど、少なくとも4カ所の安倍陣営の個人演説会の付近に姿を見せた[107][106]。黒川はTwitterに「安倍あきえを取り囲みましょう！」と書き込み、参院議員の山本太郎とともに安倍陣営の出陣式に訪れた様子をネット中継し、安倍首相との合同演説会を求める手紙を昭恵に手渡した[106][107]。また、市民団体の田中正道と共に安倍陣営の選挙事務所を訪れ、森友学園問題などについてスタッフに詰め寄る動画をネットに公開した[106]。

- 2021年8月、全国でノーマスクで街頭演説を行い、新型コロナウイルス感染症（COVID-19）に感染した[108][109]。同年10月にはコロナに関する「10万人デモ」を計画していたが、呼び掛け人の1人である内海聡医師を始め、HPVワクチンの反対運動で知られる池田としえ日野市議会議員など、反ワクチンの著名人が呼び掛け人とデモの参加を辞退した[108][109]。内海は、「（黒川が）新型コロナワクチン反対と謳いながら、熱が出たという程度で病院に抗原検査およびPCR検査をに行き、陽性になってイベルメクチンを飲んだ」として、黒川が売名のために反ワクチン活動を利用したと非難した[注 3]。医師で作家の知念実希人は「内ゲバが生じて、粛清が行われているよう」と評した[109]。「日本母親連盟」（現・「市民がつくる政治の会」）は、2021年8月に黒川が新型コロナに感染してPCR検査を受けたことをきっかけに協力を止めた[111][112][108][109][117]。

- 2022年5月31日、NHK党の幹事長として、俳優の綾野剛が所属する事務所「トライストーン」前で街宣活動を行い、第26回参議院議員選挙に出馬するガーシー（東谷義和）の暴露話に警告書を出したことに対して謝罪を求めた[118][119][120]。この街宣活動では、「三浦春馬は他殺だ」と主張する人物もスピーチを行った[119]。

- 2022年9月3日、黒川は、横浜市で行われた三浦春馬陰謀論者[121][122][123]による「真相究明デモ」に参加した[124]。この集団は、自殺した俳優の三浦春馬について、「自殺ではなく、他に真相がある」と主張している[4][125][126][127]。

- 2022年9月10日、つばさの党の党首として、渋谷区の世界平和統一家庭連合（旧統一教会）の日本本部前で、「（安倍家は）おじいちゃんの代からCIA！」と歌い踊りながら統一教会への抗議活動「渋谷事変[125]」を行った[4][128]。このデモには、反ワクチン派、三浦春馬陰謀論者、統一教会や創価学会による集団ストーカー被害を主張する人たちなど、超党派の市民運動が参加した[4][128]。黒川はこの「渋谷事変」に集まった、個別の要件で「目覚めた」人々による「新しい国民の運動」という政治運動を発足した[4][125][129]。このデモに参加したYouTuberの煉獄コロアキは、下半身を露出し、旧統一教会の防犯カメラに映っていた映像が証拠となり公然わいせつ罪で逮捕された[130]。デモの参加者の1人は、演説で「統一教会も創価学会も同じような組織です。元はユダヤでCIAなんです」というユダヤ陰謀論を主張した[4][128]。黒川も「つばさの党のYouTubeチャンネル」で『創価学会を育てた、ロスチャイルド。悪の巣窟・塚本素山ビル【安倍晋三、統一教会、CIA、ユダヤマネー、アイゼンベルグ、麻生太郎、読売、渡辺恒雄、参政党、神谷宗幣】』と題する動画を公開するなど、特定の人物や団体等をユダヤ陰謀論に結びつける主張を行っている[131]。

- 2022年12月25日、西東京市議会議員選挙の投開票が行われ、お笑い芸人の長井秀和がトップで当選した[4]。黒川は市議選で長井の応援演説を行い、自身のYouTubeチャンネルに招いた[4][132]。長井は創価学会2世であり、現在は創価学会を批判している[4][133]。2022年12月20日、黒川は長井の応援演説を、幸福の科学の大川隆法の長男で、教団を批判するYouTuberの宏洋と行った[4][134][135]。2022年12月24日、黒川は市議選の最終日に駅前で長井の応援演説を行った際に、参政党の街頭演説に突撃して公開討論を迫り、スタッフや支持者らと揉み合いになった[4][136][137]。黒川は、同じ反ワクチン派である参政党を激しく批判しているが、理由は参政党の神谷宗幣参議院議員の女性問題や、党幹部が「メロンパンを食べると死ぬ」と発言したためとされている[4]。

- 2023年1月15日、信濃町の公明党本部前で、「新しい国民の運動」による反創価学会街宣活動を行った[4][138]。デモ当日は、住宅街の路上に約600人（主催者発表）が集まり、大音量で音楽を流し、「国民騙すな、創価学会！」「税金払えよ、宗教法人！」「おじいちゃんの代からCIA！」などとコールし、『CIA音頭』を歌い踊りながら抗議活動を行った[4][138]。演説は、創価学会による集団ストーカー被害を主張する人々、「集団ストーカーやテクノロジー犯罪」の被害を訴える政党「目覚めよ日本党」の押越清悦党首、反ワクチン活動を神真都Qで行っていた「日本列島1000人プロジェクト」の主催者・毛利秀徳[125]、「日本国民党」の鈴木信行代表、宏洋、「在日特権を許さない市民の会（在特会）」の元メンバーなどが行い、三浦春馬陰謀説などを主張する「日本の国力を高める運動をしている有志の会」のメッセージを主催者が代読した[4][138][139]。黒川が代表を務める「つばさの党」の根本良輔幹事長は、「最近、中国人がすごく増えているわけですが、彼らがいつ武装してもおかしくない。習近平が攻撃しろと言ったら日本にいる中国人がいつ攻撃してくるかわからない。それを後押ししているのが山口那津男（公明党代表）であり創価学会です」などと演説した[140]。また、ラップグループ「韻暴論者（いんぼうろんじゃ）」は各種の陰謀論を含んだラップを披露した[141]。この抗議活動に、西東京市議選で黒川の応援演説を受けた長井秀和も参加を表明していたが、見送った[142][140]。

- 2023年2月8日、JR桜木町駅前広場で参政党の街頭演説会が行われ、参政党の5人の役員のうち、神谷宗幣副代表、松田学代表、アドバイザーの吉野敏明、共同代表の赤尾由美の4人が演説をした[143][144]。黒川はNHK党の幹事長として拡声器を使い、神谷に不倫のことなどを質問し続けた[143][144]。赤尾は「おだまり！売国奴は日本から出ていってほしい」と制し、神谷は、安倍晋三元首相の言葉「こんな人たちに負けるわけにはいかない」を使い、「我々はあなた方と対等に話すレベルじゃない。国民の支持を得て、出直してください」と発言した[143][144]。NHK党と参政党との対立は、2022年6月に神谷が、黒川との公開討論を拒否したことがきっかけで始まった[143][144]。2023年1月30日には、NHK党の主導で参政党の元党員らが原告となり、参政党の役員5人を詐欺で訴えた[143][144]。訴状によると、参政党はDIY政党として、一般党員でも政策や党運営に参加できるとして党費や寄付金を集めているが、そのような組織運営ではないという[143][144]。翌日の1月31日には、演説会で神谷が「NHK党の幹部に極左暴力集団や反社とつながりがある人たちがいる」と発言し、2月2日、NHK党は参政党と神谷に対して1億円の損害賠償を求める裁判を起こした[143][144]。

- 2023年3月3日、東京地方裁判所より黒川に対して、幸福の科学の宗教施設前での「街宣活動を禁止する仮処分命令」が出された[145]。その決定書によると、宏洋と黒川には、宗教施設から半径300m以内で、街宣活動をもって幸福の科学の事業を妨害する一切の行為をしてはならず、という命令が参加者も含め出されたと「幸福の科学」が公表した[145]。しかし黒川はこの禁止命令を無視し、同年3月11日に東京の東五反田にある「幸福の科学」の総合本部前で街宣・デモ行為を行い警察が出動する騒動となった[146]。

- 2024年4月16日に衆議院東京15区の補欠選挙が公示されると、つばさの党幹事長の根本良輔が立候補した。黒川、根本らは同日から他候補の街頭演説の妨害を開始した。内縁の妻の外山麻貴が黒川に「逮捕もあり得るのでは」と伝えると、黒川は「いや、逮捕はないんじゃない。公職選挙法違反でそこまで踏み込めないだろ」との見解を示し、妨害活動を続けた[2]。5月13日、警視庁は黒川の朝霞市朝志ケ丘の自宅マンション、根本の練馬区東大泉の自宅、つばさの党の千代田区隼町の事務所の3か所を家宅捜索した[147][148][149][150]。外山のパソコンと携帯電話も押収された[2]。同日14時過ぎ、黒川、根本、運動員杉田の3人はYouTubeの配信番組で一堂に会し「（家宅捜索を）やればやるほど俺ら喜んじゃう」「今日、このまま小池百合子の家行こうと思うんだよね」などと語った。同日18時、黒川らは十数人の支持者を連れて小池の自宅前に行き、拡声器で意気揚々と演説。経歴詐称問題などに言及した[151]。5月17日午前、警視庁は黒川、根本、杉田を公職選挙法の自由妨害容疑で逮捕した[77][78]。黒川は警視庁の車両で警視庁本部に入る際、カメラに向かって笑みを浮かべながら、両手でピースサインを見せた[152]。

## 逸話
- シュプレヒコールの際は「ヘイ、ヘイ、ヘイ」という掛け声をかけ行動を始めるのが常套である。逮捕されたときは自身の行いの正当性と、国家権力に対する不屈さを顕示するためにパトカーの車中でマスコミに向かって顔に満面の笑みを浮かべ手錠をかけられた両手でVサインを掲げ、左右に上半身をスウィングさせるパフォーマンスを行った[153]。
- 登山やサーフィンに興じるアウトドア派でもある。以前はそれらをネットに配信していた。現在多忙で時間的余裕はないが将来は再挑戦しようと希望している[154]。
- 東京15区衆議院補選において、つばさの党が暴れた理由を、「相手側が話し合いに応じないので敢えて強い態度に出た」ためと説明した。黒川は、つばさの党の手法を支援する広範な世論に後押しされていると認識しているという。自分たちの行動は判例に基づき適切であると確信しており、それを妨げる小池百合子東京都知事と城東警察を国家賠償法に基づき訴えたのだと述べている[155]。
- 政治的スタンスは新右翼に近いと同党員の杉田勇人は主張している[156]。

## 政策（政治団体Qとしての公約）
上記発表内容の他、選挙公報には5つの公約が記されている。
- 県民通貨Q発行
- 量子コンピューター実用化
- 2029年ブロックチェーン破る
- 動物殺処分ゼロ
- 千葉県民全員にディズニーチケット配布

## 出演
- 日曜討論（NHK）2022年6月26日 - NHK党幹事長として

## 著書
- 『ソフトバンク崩壊の恐怖と農中・ゆうちょに迫る金融危機』講談社〈講談社+α新書〉、2020年3月21日。ISBN 978-4-06-519441-6。
- 『ソフトバンク「巨額赤字の結末」とメガバンク危機』講談社〈講談社+α新書〉、2020年8月21日。ISBN 978-4-06-520842-7。

## 選挙歴
| 当落 | 選挙                     | 執行日         | 年齢 | 選挙区      | 政党                                | 得票数    | 得票率 | 定数 | 得票順位 /候補者数 | 政党内比例順位 /政党当選者数 |
| ---- | ------------------------ | -------------- | ---- | ----------- | ----------------------------------- | --------- | ------ | ---- | ------------------ | ---------------------------- |
| 落   | 第48回衆議院議員総選挙   | 2017年10月22日 | 39   | 山口県第4区 | 無所属                              | 6687票    | 4.63%  | 1    | 4/5                | /                            |
| 落   | 第25回参議院議員通常選挙 | 2019年07月21日 | 40   | 比例区      | オリーブの木                        | 1万2246票 | 0.34%  | 50   | /                  | 1/0                          |
| 落   | 第49回衆議院議員総選挙   | 2021年10月31日 | 43   | 比例北関東  | NHKと裁判してる党弁護士法72条違反で | 8万7702票 | 1.4%   | 19   | /                  | 1/0                          |
| 落   | 2022年町田市長選挙       | 2022年2月20日  | 43   | ――          | つばさの党                          | 3204票    | 2.16%  | 1    | 5/6                | /                            |
| 落   | 第26回参議院議員通常選挙 | 2022年07月10日 | 43   | 比例区      | NHK党                               | 2万2595票 | 2.36%  | 50   | /                  | 3/1                          |
| 落   | 2024年東京都知事選挙     | 2024年7月7日   | 45   | ――          | つばさの党                          | 1833票    | 0.02%  | 1    | 23/56              | /                            |
| 落   | 2025年千代田区長選挙     | 2025年2月2日   | 46   | ――          | 政治団体Q                           | 63票      | 0.31%  | 1    | 5/5                | /                            |
| 落   | 2025年朝霞市長選挙       | 2025年2月16日  | 46   | ――          | 政治団体Q                           | 269票     | 0.62%  | 1    | 4/4                | /                            |
| 落   | 2025年千葉県知事選挙     | 2025年3月16日  | 46   | ――          | 政治団体Q                           | 1万948票  | 0.66%  | 1    | 4/4                | /                            |